# Hibernophis breithaupti
Hibernophis breithaupti — викопний вид змій, що існував в олігоцені в Північній Америці. Описаний у 2024 році.

## Скам'янілості
Викопні рештки чотирьох змій виявлено у 1976 році у відкладеннях формації Вайт-Рівер в окрузі Конверс штату Вайомінг (США). Зразки змій були збережені у скупченні в гібернакулумі — місці, де тварини ховаються разом у холодні місяці. Положення, в якому були знайдені зразки, відображає соціальну поведінку змій. Це перше чітке свідчення соціальної поведінки рептилій у викопних рештках.

## Назва
Родова назва Hibernophis поєднує латинське «hibernare» (зимувати), вказуючи на унікальний спосіб збереження чотирьох особин, і грецьке «ophis» (змія). Видовий епітет breithaupti вшановує Брента Брейтгаупта (Brent Breithaupt) за його оригінальне дослідження, в якому він припустив, що рештки змій можуть являти собою гібернакулум.

## Класифікація
Раніше рештки неофіційно віднесили до ерицин Ogmophis і Calamagras. Скупий і байєсівський філогенетичний аналіз комбінованих морфологічних і молекулярних даних широкого вибору змій визначає Hibernophis breithaupti як сестринський таксон для всіх інших Booidea, далеких як від ерицинів Старого Світу, так і від ерицинів Нового Світу.